# Lijst van gemeenten in het departement Allier
Hieronder volgt een lijst van de 320 gemeenten (communes) in het Franse departement Allier (departement 03).

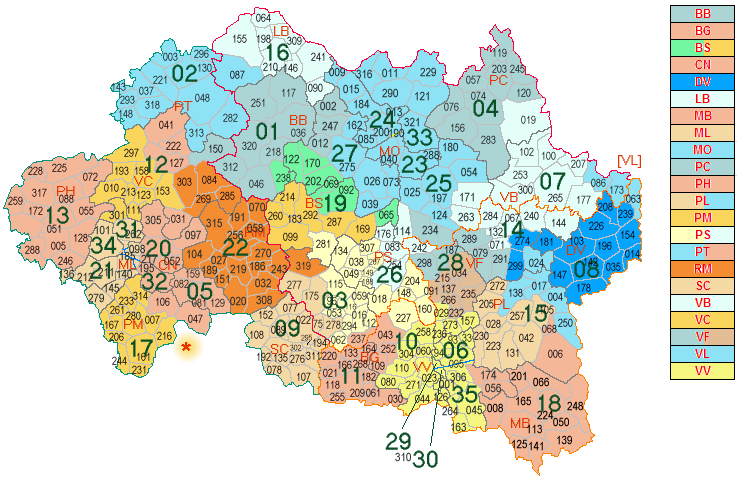
Gemeenten in Allier

## A
Abrest - Agonges - Ainay-le-Château - Andelaroche - Archignat - Arfeuilles - Arpheuilles-Saint-Priest - Arronnes - Aubigny (Allier) - Audes - Aurouër - Autry-Issards - Avermes - Avrilly

## B
Bagneux - Barberier - Barrais-Bussolles - Bayet - Beaulon - Beaune-d'Allier - Bègues - Bellenaves - Bellerive-sur-Allier - Bert - Bessay-sur-Allier - Besson - Bézenet - Billezois - Billy - Biozat - Bizeneuille - Blomard - Bost - Boucé - Bourbon-l'Archambault - Braize - Bransat - Bresnay - Bressolles - Broût-Vernet - Brugheas - Busset - Buxières-les-Mines

## C
Cérilly - Cesset - Chambérat - Chamblet - Chantelle - Chapeau - Chappes - Chareil-Cintrat - Charmeil - Charmes - Charroux - Chassenard - Château-sur-Allier - Châtel-de-Neuvre - Châtel-Montagne - Châtelperron - Châtelus - Châtillon - Chavenon - Chavroches - Chazemais - Chemilly - Chevagnes - Chezelle - Chézy - Chirat-l'Église - Chouvigny - Cindré - Cognat-Lyonne - Colombier - Commentry - Contigny - Cosne-d'Allier - Coulandon - Coulanges - Couleuvre - Courçais - Coutansouze - Couzon - Créchy - Cressanges - Creuzier-le-Neuf - Creuzier-le-Vieux - Cusset

## D
Deneuille-lès-Chantelle - Deneuille-les-Mines - Désertines - Deux-Chaises - Diou - Domérat - Dompierre-sur-Besbre - Doyet - Droiturier - Durdat-Larequille

## E
Ébreuil - Échassières - Escurolles - Espinasse-Vozelle - Estivareilles - Étroussat

## F
Ferrières-sur-Sichon - Fleuriel - Fourilles - Franchesse

## G
Gannat - Gannay-sur-Loire - Garnat-sur-Engièvre - Gennetines - Gipcy - Givarlais - Gouise

## H
Hauterive - Hérisson - Huriel - Hyds

## I
Isle-et-Bardais - Isserpent

## J
Jaligny-sur-Besbre - Jenzat

## L
La Celle - La Chabanne - La Chapelaude - La Chapelle - La Chapelle-aux-Chasses - La Ferté-Hauterive - La Guillermie - La Petite-Marche - Laféline - Lalizolle - Lamaids - Langy - Lapalisse - Laprugne - Lavault-Sainte-Anne - Lavoine - Le Bouchaud - Le Brethon - Le Breuil - Le Donjon - Le Mayet-d'École - Le Mayet-de-Montagne - Le Montet - Le Pin - Le Theil - Le Vernet - Le Veurdre - Le Vilhain - Lenax - Lételon - Liernolles - Lignerolles - Limoise - Loddes - Loriges - Louchy-Montfand - Louroux-Bourbonnais - Louroux-de-Beaune - Louroux-de-Bouble - Louroux-Hodement - Luneau - Lurcy-Lévis - Lusigny

## M
Magnet - Maillet - Malicorne - Marcenat - Marcillat-en-Combraille - Marigny - Mariol - Mazerier - Mazirat - Meaulne - Meillard - Meillers - Mercy - Mesples - Molinet - Molles - Monestier - Monétay-sur-Allier - Monétay-sur-Loire - Montaigu-le-Blin - Montaiguët-en-Forez - Montbeugny - Montcombroux-les-Mines - Monteignet-sur-l'Andelot - Montilly - Montluçon - Montmarault - Montoldre - Montord - Montvicq - Moulins - Murat

## N
Nades - Nassigny - Naves - Néris-les-Bains - Neuilly-en-Donjon - Neuilly-le-Réal - Neure - Neuvy - Nizerolles - Noyant-d'Allier

## P
Paray-le-Frésil - Paray-sous-Briailles - Périgny - Pierrefitte-sur-Loire - Poëzat - Pouzy-Mésangy - Prémilhat

## Q
Quinssaines

## R
Reugny - Rocles - Rongères - Ronnet

## S
Saint-Angel - Saint-Aubin-le-Monial - Saint-Bonnet-de-Four - Saint-Bonnet-de-Rochefort - Saint-Bonnet-Tronçais - Saint-Caprais - Saint-Christophe - Saint-Clément - Saint-Désiré - Saint-Didier-en-Donjon - Saint-Didier-la-Forêt - Saint-Éloy-d'Allier - Saint-Ennemond - Saint-Étienne-de-Vicq - Saint-Fargeol - Saint-Félix - Saint-Genest - Saint-Gérand-de-Vaux - Saint-Gérand-le-Puy - Saint-Germain-de-Salles - Saint-Germain-des-Fossés - Saint-Hilaire - Saint-Léger-sur-Vouzance - Saint-Léon - Saint-Léopardin-d'Augy - Saint-Loup - Saint-Marcel-en-Marcillat - Saint-Marcel-en-Murat - Saint-Martin-des-Lais - Saint-Martinien - Saint-Menoux - Saint-Nicolas-des-Biefs - Saint-Palais - Saint-Pierre-Laval - Saint-Plaisir - Saint-Pont - Saint-Pourçain-sur-Besbre - Saint-Pourçain-sur-Sioule - Saint-Priest-d'Andelot - Saint-Priest-en-Murat - Saint-Prix - Saint-Rémy-en-Rollat - Saint-Sauvier - Saint-Sornin - Saint-Victor - Saint-Voir - Saint-Yorre - Sainte-Thérence - Saligny-sur-Roudon - Sanssat - Saulcet - Saulzet - Sauvagny - Sazeret - Serbannes - Servilly - Seuillet - Sorbier - Souvigny - Sussat

## T
Target - Taxat-Senat - Teillet-Argenty - Terjat - Theneuille - Thiel-sur-Acolin - Thionne - Tortezais - Toulon-sur-Allier - Treban - Treignat - Treteau - Trévol - Trézelles - Tronget

## U
Urçay - Ussel-d'Allier

## V
Valignat - Valigny - Vallon-en-Sully - Varennes-sur-Allier - Varennes-sur-Tèche - Vaumas - Vaux - Veauce - Venas - Vendat - Verneix - Verneuil-en-Bourbonnais - Vernusse - Vichy - Vicq - Vieure - Villebret - Villefranche-d'Allier - Villeneuve-sur-Allier - Viplaix - Vitray - Voussac

## Y
Ygrande - Yzeure